# Joseph Anton Bauer (Musiker)
Joseph Anton Bauer (* 17. Juni 1725 in Elnbogen, Heiliges Römisches Reich, heute Loket in Tschechien; † 30. August 1808 in Würzburg) war ein deutscher Musiker und Komponist.
Bauer entstammte einer Musikerfamilie. Sein Bruder Christoph war Eichstätter Hoftrompeter und dessen Sohn Anton war Hoftrompeter in Eichstätt, Salzburg und Würzburg. 1748 nahm der Augsburger Fürstbischof Joseph Ignaz Philipp von Hessen-Darmstadt Bauer in seinen Dienst. Er hatte ihn bei einer Kur in Karlsbad entdeckt. Dort wurde seine Ausbildung als städtischer Musiker nicht anerkannt und er musste eine Lehrzeit zum fürstlichen Trompeter absolvieren. 1764 wechselte er nach Würzburg, was zu Verwicklungen zwischen den Höfen führte. Am Würzburger Hof komponierte er Klaviersonaten.